# Dan Bakala
Dan Bakala, född 23 december 1987 i Calgary, är en kanadensisk professionell ishockeymålvakt som spelar för Frölunda HC i SHL.
Bakala inledde sin karriär i Calgary Royals i juniorligan AJHL. Säsongen 2008/2009 anslöt han till Bemidji State University, med vilka han blev NCAA-mästare med under sin första säsong i laget. Säsongen 2009/2010 blev Bakala uttagen i NCAA First All-Star Team. Efter fyra säsonger i Minnesota och Bemidji States universitetslag vann han Allan Cup med Bentley Generals och blev utsedd till slutspelets bästa målvakt samt mest värdefulla spelare.
Den 5 augusti 2013 lämnade Bakala Nordamerika och skrev på för den skotska EIHL-klubben Dundee Stars. Med 92,7 i räddningsprocent blev han utsedd till årets spelare i ligan. Detta medförde intresse och den 11 april 2014 meddelade Mora IK att de värvat Bakala. Även här fick Bakala en lyckad säsong och blev tidigt under säsongen rankad som näst bästa målvakt i Hockeyallsvenskan av Erik Granqvist.
Den 10 juni 2015 presenterades Bakala som ersättare för Gašper Krošelj i IK Oskarshamn. Efter två säsonger i Hockeyallsvenskan skrev Bakala den 31 mars 2016 ett ettårskontrakt med Frölunda HC i SHL.